# デューク・アット・ファーゴ 1940
『デューク・アット・ファーゴ 1940』（The Duke at Fargo 1940）は、アメリカ合衆国のジャズ・ピアニストで、ビッグ・バンド・リーダーであるデューク・エリントンが、自身のビッグ・バンドを率いて1940年11月7日夜から8日の未明にかけてノースダコタ州ファーゴで行なったコンサートを一般の音楽ファンが私的に録音した音源をまとめたアルバムである。エリントン没後の1978年に初発売され、1980年の第22回グラミー賞にて最優秀大規模ジャズ・アンサンブル・アルバム賞を受賞した。
なお、当日の録音はいくつかのレコード会社から様々なタイトルでアルバム化されたが、本項目では、2001年にデンマークのストーリーヴィル・レコードから発売された完全収録盤を主に扱う。

## 1940年のエリントン楽団
1940年当時、デューク・エリントン楽団は、1920年代から専属契約していたコットン・クラブでの演奏活動を辞め、RCAレコードへの吹きこみと、ホテルやクラブなどへの長期出演またはワン・ナイト公演を中心に活動していた。当時の楽団には、バンド結成時から在団しているサックス奏者のオットー・ハードウィック、ハリー・カーネイ、ドラマーのソニー・グリアなどの重鎮と、トランペッターのクーティ・ウィリアムス、テナー・サクソフォーン奏者のベン・ウェブスター、アルト・サクソフォーン奏者のジョニー・ホッジス、トロンボーン奏者のローレンス・ブラウン、クラリネット奏者のバーニー・ビガードなどの名手たちがいたが、さらに1939年に加入したベーシストのジミー・ブラントンがもたらす活き活きとしたリズムが演奏に躍動感を与え、この時期のエリントン楽団は、楽団の歴史上最も充実した演奏活動を行なっていたともされる。

## ファーゴでのコンサート
1940年11月2日、エリントン楽団からクーティ・ウィリアムスがベニー・グッドマン楽団に引き抜かれて退団し、バンドは大きな痛手を受けたが、コンサートのスケジュールが詰まっており、6日にはクーティ抜きでカナダのウィニペグ公会堂でワン・ナイト公演を行なった後、7日にファーゴで予定されているコンサートのため、寝台列車でノースダコタ州へ向かった。11月7日、ファーゴに到着したエリントンは同地でシカゴ出身のトランペッター、レイ・ナンスと出会い、すぐ楽団への加入を誘い、その日の夜のレイク・イン・ホテルでのコンサートに臨んだ。当夜のコンサートにはエリントン楽団のほか、歌手のアイヴィー・アンダーソンやハーブ・ジェフリーズなどが参加し、ホテル内の「クリスタル・ボールルーム」にて、午後8時から翌日の午前1時まで、数回の休憩をはさみ、合計5セットの公演が行なわれ、合計で約50数曲が演奏された。当夜のチケットの価格は1ドル80セント。また、当日の演奏の一部は、11月7日の夜9時から9時30分までラジオ局KVOXから実況放送されている。

## 録音にまつわるエピソード
デューク・エリントン楽団のファンであるアメリカ人の青年ジャック・タワーズ(Jack Towers)と、リチャード・バーリス(Richard Burris)は、1938年ごろからエリントン楽団のコンサートの私的録音を計画、当時のエリントン楽団のエージェント主であるウィリアム・モリスと交渉し、商業目的に使用しないことを条件に録音の許可を得る。2人は1940年11月7日、レイク・イン・ホテルにバッテリー方式のポータブル・ディスク・カッターを持ち込み、演奏をその場でアセテート盤にカッティングしていった。しかし、当時のカッティング・マシーンは録音ディスクの交換に時間が掛かったことに加え、録音機器を1台しか使用しなかったために、曲の途中でアセテート盤の残量がなくなり、録音が中断されたり、マイクの不調でヴォーカルの録音が失敗するなどのトラブルが発生し、当日録音された47曲のうち、ほぼ完全な形で録音できたものは30数曲であった。

## アルバムの発売状況
デューク・エリントンの没後4年経った1978年、ブック・オブ・ザ・マンス・レコードから、この伝説的な録音から、部分的に欠落があるものを含め35曲が選ばれ、3枚組のレコードで発売された。ほぼ時を同じくして、日本でもフィリップス・レコードで、より完全な形で録音された27曲が選ばれ、2枚組レコードで発売されている。この録音はそれ以後も様々なレコード会社からアルバム化されたが、コンサートから60年経った2001年には、ジャック・タワーズの監修により、当夜録音されたすべての楽曲を演奏順に並べ、より原音に近い音質にリマスタリングを施し、ストーリーヴィル・レコードからボックス・セットで発売された。日本では、1995年にストーリーヴィル盤と同一の楽曲を収録した完全盤が発売されているが、前記盤に比して、人工的にノイズが除去されたものとなっており、曲順も一部に異同が見られる。今日、エリントンのファーゴでのライブ録音は、SP時代における画期的な長時間録音と見なされており、エリントン楽団が最高のメンバーを擁していたと言われる時期の躍動的なライブ・ドキュメントとしても高い評価を受けている。

## 収録曲
演奏時間はストーリーヴィル盤の表記に基づく。括弧内は作者。
1. イッツ・グローリー - "It's Glory" (Ellington-Mills) - 0:44
2. ザ・ムーチ - "The Mooche" (Ellington) - 5:21
3. アラビアの酋長 - "The Sheik of Araby" (Smith-Wheeler-Snyder) - 2:52
4. セピア・パノラマ - "Sepia Panorama" (Ellington) - 1:15
5. コ・コ - "Ko-Ko" (Ellington) - 2:20
6. ゼア・シャル・ビー・ノー・ナイト - "There Shall be No Night" (Shelley-Silver) - 3:09
7. プッシー・ウィロー - "Pussy Willow" (Ellington) - 4:34
8. チャターボックス - "Chatterbox" (Ellington-Stewart) - 3:22
9. ムード・インディゴ - "Mood Indigo" Ellington-Mills-A.Bigard) - 4:12
10. ハーレム・エアシャフト - "Harlem Airshaft" (Ellington) - 3:43
11. フェリーボート・セレナーデ - "Ferryboat Serenade" (Panzeri-Dilazzaro-Adamson) - 1:34
12. ウォーム・ヴァレー - "Warm Valley" (Ellington) - 3:33
13. ストンピー・ジョーンズ - "Stompy Jones" (Ellington) - 2:42
14. クロエ - "Chloe" (Kahn-Moret) - 4:03
15. ボージャングルズ - "Bojangles" (Ellington) - 4:02
16. オン・ジ・エアー - "On the Air" (Ellington) - 5:08
17. ランパス・イン・リッチモンド - "Rumpus in Richmond" (Ellington) - 2:36
18. チェイサー - "Chaser" - 0:12
19. サイドウォーク・イン・ニューヨーク - "The Sidewalks of New York" (Lawlor-Blake) - 5:07
20. 燃える剣 - "The Flaming Sword" (Ellington) - 5:00
21. ネバー・ノー・ラメント - "Never No Lament" (Ellington) - 4:21
22. キャラヴァン - "Caravan" (Ellington-Tizol) - 3:44
23. クラリネット・ラメント - "Clarinet Lament" (Ellington-B.Bigard) - 3:28
24. スラップ・ハッピー - "Slap Happy" (Ellington) - 3:24
25. セピア・パノラマ - "Sepia Panorama" (Ellington) - 5:08
26. ボーイ・ミーツ・ホーン - "Boy Meets Horn" (Stewart-Ellington) - 5:36
27. ウェイ・ダウン・ヨンダー・イン・ニューオーリンズ - "Way Down Yonder in New Orleans" (Creamer-Layton) - 1:28
28. オー・ベイブ・メイビー・サムデイ - "Oh Babe,Maybe Someday" (Ellington) - 2:17
29. ファイブ・オクロック・ホイッスル - "Five O'clock Whistle" (Gannon-Myrow-Irwin) - 2:01
30. ファンファーレ - "Fanfare" - 0:30
31. コール・オブ・ザ・キャニオン - "Call of the Canyon" (Hill) - 1:30（タイムは下の2曲との合計）
32. タイトル不明の楽曲 - "Undentified Title"
33. オール・ジス・アンド・ヘヴン・トゥー - "All This and Heaven Too" (Van Heusen-Carney)
34. ロッキン・イン・リズム - "Rockin'in Rhythm" (Ellington-Mills-Carney) - 4:54
35. ソフィスティケイテッド・レディ - "Sophisticated Lady" (Ellington) - 5:12
36. コットン・テイル - "Cotton Tail" (Ellington) - 3:03
37. ウィスパリング・グラス - "Whispring Grass" (Fisher) - 2:30
38. コンガ・ブラヴァ - "Conga Brava" (Ellington-Tizol) - 4:07
39. アイ・ネバー・フェルト・ジス・ウェイ・ビフォー - "I Never Felt This Way Before" (Dubin-Ellington) - 5:26
40. アクロス・ザ・トラック・ブルース - "Across the Track Blues" (Ellington) - 6:44
41. ハニーサックル・ローズ - "Honeysuckle Rose" (Waller-Razaf) - 5:08
42. ワム - "Wham" (Miller-Durham) - 2:46
43. スターダスト - "Stardust" (Carmichael) - 4:16
44. リオ・グランデのバラ - "Rose of the Rio Grande" (Leslie-Warren-Gorman) - 3:34
45. セントルイス・ブルース - "St.Louis Blues" (Handy) - 5:39
46. ウォーム・ヴァレー - "Warm Valley" (Ellington) - 0:51
47. ゴッド・ブレス・アメリカ - "God Bless America" (Berlin) - 0:28

## 演奏者

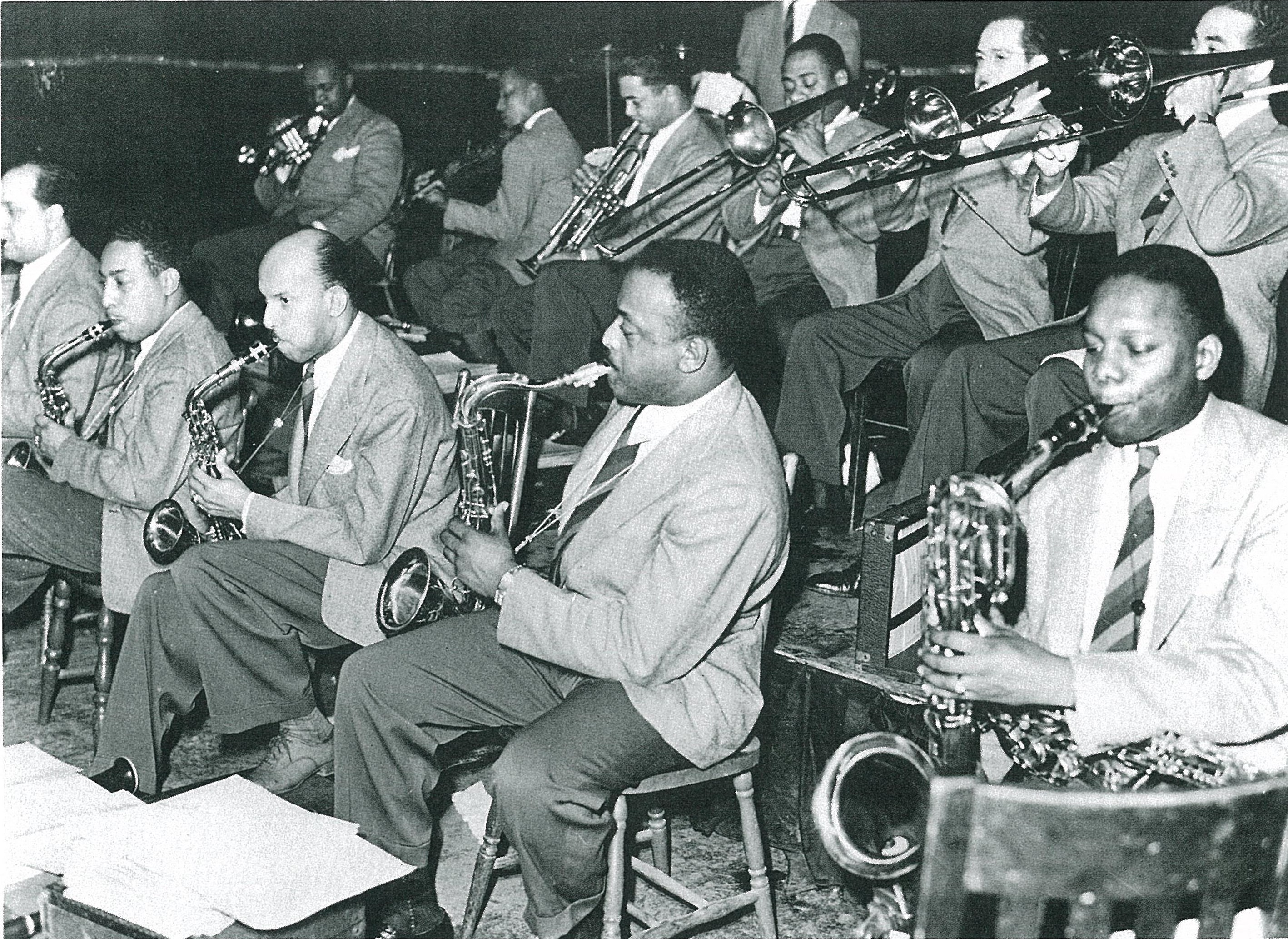
ファーゴでのコンサートに出演中のエリントン楽団。右からブラウン、カーネイ、ティゾール、ナントン、グリア、ウェブスター、ジョーンズ、ナンス、ハードウィック、スチュワート、ホッジス、ビガード（1940年11月7日、レイク・イン・ホテル内クリスタル・ボールルームにて、ジャック・タワーズ撮影）。

- レックス・スチュワート (Rex Stewart) - コルネット
- ウォーレス・ジョーンズ (Wallace Jones) - トランペット
- レイ・ナンス (Ray Nance) - トランペット、ヴァイオリン、ボーカル
- ジョゼフ・ナントン (Joseph Nanton) - トロンボーン
- ファン・ティゾール (Juan Tizol) - トロンボーン
- ローレンス・ブラウン (Lawrence Brown) - トロンボーン
- バーニー・ビガード (Barney Bigard) - クラリネット、テナー・サクソフォーン
- ジョニー・ホッジス (Johnny Hodges) - アルト&ソプラノ・サクソフォーン、クラリネット
- オットー・ハードウィック (Otto Hardwicke) - アルト・サクソフォーン、クラリネット
- ベン・ウェブスター (Ben Wester) - テナー・サクソフォーン、クラリネット
- ハリー・カーネイ (Harry Carney) - バリトン・サクソフォーン、クラリネット
- デューク・エリントン (Duke Ellington) - ピアノ
- フレッド・ガイ (Fred Guy) - ギター、ホイッスル
- ジミー・ブラントン (Jimmy Blanton) - ベース
- ソニー・グリア (Sonny Greer) - ドラム
- アイヴィー・アンダーソン (Ivie Anderson) - ボーカル
- ハーブ・ジェフリーズ (Herb Jeffries) - ボーカル

## 主なレコードの発売記録
- レコード 1978年 Book of the Month Records 30-5622 (3枚組)
- レコード　1978年 フィリップス・レコード 15PJ-1～2 (2枚組)
- CD 1995年2月22日　東芝EMI TOCJ-5939～40 (2枚組)
- CD 2001年4月3日　Storyville Records STCD-3016～7 (2枚組)
- CD 2004年8月3日　Definitive Classics DRCD-11207～8 (2枚組)